# Smithson Tennant
Smithson Tennant, angleški kemik, * 30. november 1761, † 22. februar 1815.